# Стівен Фултон — Наоя Іноуе
Бій Стівен Фултон — Наоя Іноуе (англ. Stephen Fulton vs Naoya Inoue) — професійний боксерський поєдинок між чемпіоном WBC та WBO у другій легшій вазі Стівеном Фултоном та колишнім абсолютним чемпіоном у легшій вазі Іноуе Наоєю. Бій відбувся 25 липня 2023 року на Аріаке Арені у Токіо (Японія). Наоя Іноуе здобув перемогу технічним нокаутом.

## Передумови
Стівен Фултон (21-0, 8 КО), перший номер рейтингу The Ring у другій легшій вазі, проклав собі шлях до цього титулу, здолавши Паулуса Амбунду (UD 12), раніше непереможного мексиканця Айзека Авелара (КО 6) та українця Арнольда Хегая (UD 12).
29-річний боксер зміг здобути свій перший головний пояс однієї з чотирьох основних боксерських організацій, здолавши Анджело Лео (UD 12) і завоювавши титул WBO. Пізніше уродженець Філадельфії зумів додати до своєї колекції трофеїв пояс WBC, здолавши Брендона Фігероу (MD 12) у важкому об'єднавчому поєдинку. Востаннє американець виходив на ринг 4 червня 2022 року, де здобув перемогу одностайним рішенням у поєдинку проти Даніеля Романа.
Іноуе Наоя (24-0, 21 КО) наприкінці 2022 року став абсолютним чемпіоном у легшій вазі, здолавши нокаутом Пола Батлера. Після цього японець вирішив звільнити всі пояси та перейти до другої легшої вагової категорії. Бій проти Фултона стане першим для уродженця Дзами у новій вазі.
Спочатку бій повинен був пройти 7 травня, проте пізніше був перенесений через травму Іноуе.